# Trodimenzionalni prostor
Trodimenzionalni prostor ili ukratko 3D je geometrijska postavka u kojoj su potrebne tri vrijednosti (zvane parametri) za određivanje položaja nekog elementa (tj. točke). Ovo je neformalno značenje termina dimenzija.
U fizici i matematici slijed n brojeva može se shvatiti kao mjesto u n-dimenzionalnom prostoru. Kad je n = 3, skup svih takvih mjesta naziva se trodimenzionalni euklidski prostor. Obično je predstavljen simbolom {\displaystyle \mathbb {R} ^{3}}. To služi kao model s tri parametra fizičkog svemira (to je prostorni dio, bez obzira na vrijeme) u kojem postoji sva poznata tvar.

## Geometrija

### Koordinatni sustavi
U matematici analitička geometrija (koja se naziva i kartezijanska geometrija) opisuje svaku točku u trodimenzionalnom prostoru pomoću tri koordinate. Dane su tri koordinatne osi, svaka okomita na druge dvije, koje se križaju u istoj točki - ishodištu. Osi su obično označene x, y i z. Položaj bilo koje točke u trodimenzionalnom prostoru u odnosu na ove osi dan je uređenom trojkom realnih brojeva, pri čemu svaki broj daje udaljenost te točke od ishodišta izmjerenu duž određene osi, koja je jednaka udaljenosti te točka od ravnine koju određuju ostale dvije osi.

### Pravci i ravnine
Dvije različite točke uvijek određuju pravac. Tri različite točke ili su kolinearne (nalaze se na istom pravcu) ili određuju jedinstvenu ravninu. Četiri različite točke mogu biti kolinearne, koplanarne (na istoj ravnini) ili odrediti čitav (trodimenzionalni) prostor.
Dva različita pravca mogu se presijecati, biti paralelni ili biti mimosmjerni. Dva paralelna pravca se ne presijecaju i leže u zajedničkoj ravnini, dok su mimosmjerni pravci oni koji nemaju sjecište, ali se ne nalaze u istoj ravnini.
Dvije različite ravnine mogu se presijecati u zajedničkom pravcu ili biti paralelne. Tri različite ravnine od kojih nijedan par nije paralelan mogu se sastati u jednom zajedničkom pravcu, u jednoj zajedničkoj točki, ili uopće nemati nijednu točku zajedničku svim trima ravninama. U posljednjem slučaju, tri pravca koji čine sjecišta svakog para ravnina međusobno su paralelni.
Pravac može ležati na određenoj ravnini, presjeći ju u jednoj točki ili biti paralelan s ravninom. U posljednjem slučaju ravnina će imati pravce paralelne s danim pravcem.
Varignonov teorem kaže da su polovišta stranica bilo kojeg četverokuta u {\displaystyle \mathbb {R} ^{3}} koplanarna i tvore paralelogram.

### Sfere i kugle
Sfera u 3D-prostoru (koja se naziva i 2-sfera zato što je dvodimenzionalni objekt) sastoji se od skupa svih točaka u 3-prostoru na fiksnom razmaku r od središnje točke P. Čvrstog tijela zatvorenog sferom naziva se kugla (točnije 3-kugla). Volumen kugle je izražen sa
{\displaystyle V={\frac {4}{3}}\pi r^{3}}
Druga vrsta sfere proizlazi iz 4-kugle čija je trodimenzionalna površina 3-sfera: točke jednake udaljenosti od podrijetla euklidskog prostora {\displaystyle \mathbb {R} ^{4}}. Ako točka ima koordinate {\displaystyle P(x,y,z,w)}, tada {\displaystyle x^{2}+y^{2}+z^{2}+w^{2}=1} karakteriziraju one točke na jediničnoj 3-sferi centriranoj na ishodištu.

### Poliedri
U tri dimenzije nalazi se devet pravilnih politopa: pet konveksnih platonskih krutih čestica i četiri nekonveksna Kepler-Poinsotova poliedra. 

## Topologija
Trodimenzionalni prostor ima niz topoloških svojstava koja ga razlikuju od prostora drugih dimenzijskih brojeva. Na primjer, potrebne su najmanje tri dimenzije za vezanje čvora u komadu strune.
U diferencijalnoj geometriji generički su trodimenzionalni prostori 3-mnogostruki, koji lokalno nalikuju R 3 {\ displaystyle {\ mathbb {R}} ^ {3}} {\ displaystyle {\ mathbb {R}} ^ {3}}.

## Konačna geometrija
Mnoge ideje dimenzija mogu se testirati s konačnom geometrijom. Najjednostavnija instanca je PG (3,2) koji ima ravnine Fano kao svoje dvodimenzionalne potprostrane. To je primjerak Galoisove geometrije, proučavanje projektivne geometrije pomoću konačnih polja. Dakle, za bilo koje Galoisovo polje GF (q) postoji projektivni prostor PG (3, q) tri dimenzije. Na primjer, bilo koje tri nagnute crte u PG (3, q) sadržane su u točno jednom regulu.